# ليون مور
ليون مور (8 فبراير 1871 في أستراليا - 11 سبتمبر 1934 في أستراليا) (بالإنجليزية: Leon Moore)‏ هو لاعب كريكت أسترالي.

## وصلات خارجية
- ليون مور على موقع إي آس بي آن كريك إنفو (الإنجليزية)